# 西恩鲸属
西恩鲸属（Chonecetus），是渐新世须鲸的北美洲代表之一，属于起始鲸科。化石发现于北美洲加拿大，另外，在发现西恩鲸化石的地點还发现了原始的齿鲸艾伯特鲸（Albertocetus）。

## 下属物种
本属包括以下物种：
- 苏克西恩鲸 Chonecetus sookensis Russell, 1968，早晚渐新世，北美
- Chonecetus goedertorum (Barnes et al., 1995)[2]，为Fucaia goedertorum (Barnes et al., 1995)和Shiriyanetta goedertorum (Barnes et al., 1995)的同种异名